# Клещевые инфекции
Клещевые инфекции — болезни, передаваемые человеку и животным при укусах клещей.
Клещи-эктопаразиты питаются кровью и при этом могут заражать хозяина различными трансмиссивными болезнями. При этом клещи способны к трансфазовой и трансовариальной передаче возбудителей инфекции.
Клещи способны передавать патогенных риккетсий, бактерий, вирусов и простейших. Они также являются промежуточными хозяевами некоторых гельминтов, и механически переносят возбудителей дерматобиаза.
Для России наибольшее значение имеют клещи рода Ixodes (см. Иксодиоз), а наиболее важными клещевыми инфекциями в России являются клещевой энцефалит, боррелиоз и эрлихиозы. Так, в РФ ежегодно регистрируется 7—9 тысяч человек с заболеванием «клещевой боррелиоз».
Сами по себе укусы клещей вызывают акародерматит, а иногда и клещевой паралич. На укус клеща могут указывать мышечные боли, лихорадка, усталость, боль в суставах, сыпь.
В начале XXI века наряду с регистрацией хорошо известных клещевых инфекций (ИКБ, КВЭ, КСТСА, КГЛ) в России выявляют менее изученные инфекции, передающиеся клещами: ГАЧ, МЭЧ, бабезиоз. Исследования последних лет привели к выявлению на территории РФ новых возбудителей: В. miyamotoi, R. raoultii, R. heilongjiangensis, роль которых в патологии человека требует дальнейшего изучения.

## Список клещевых инфекций
Клещи передают возбудителей таких болезней, как:
- Клещевой энцефалит
- Сыпной клещевой тиф (см. Риккетсиозы#Группа пятнистых лихорадок)
- Возвратный клещевой тиф (среднеазиатский клещевой возвратный тиф[4], эндемический возвратный тиф, клещевая возвратная лихорадка, боррелиоз клещевой возвратный; устаревшее — «косарная лихорадка», «болезнь косцов»[5][6])
- Туляремия
- Эрлихиоз
- Бабезиоз
- Клещевой боррелиоз (болезнь Лайма)
- Геморрагическая лихорадка
- Лихорадка Цуцугамуши
- Североазиатский клещевой риккетсиоз (см. Риккетсиозы)
- Везикулезный риккетсиоз (см. Риккетсиозы)
- Пятнистая лихорадка Скалистых гор
- Марсельская лихорадка

и другие.

## Профилактика
Профилактика направлена на защиту от укусов клещей с помощью репеллентов, защитной одежды, прививки от клещевых инфекций, осмотры тела и т. д.